# David Kelly (football)
Pour les articles homonymes, voir David Kelly (homonymie) et Kelly.
David Thomas Kelly (né le 25 novembre 1965 à Birmingham en Angleterre) est un joueur de football international irlandais, qui évoluait au poste d'attaquant, avant de devenir entraîneur.

## Biographie

### Carrière de joueur

#### Carrière en club
David Kelly joue 49 matchs en Premier League anglaise (25 avec West Ham et 24 avec Sunderland).

#### Carrière en sélection
Avec l'équipe d'Irlande, il joue 26 matchs (pour 9 buts inscrits) entre 1987 et 1997.
Il figure dans le groupe des sélectionnés lors des coupes du monde de 1990 et de 1994. Lors du mondial 1994, il joue un match contre la Norvège.
Il participe également au championnat d'Europe de 1988.

## Palmarès
| Newcastle United - Championnat d'Angleterre D2 (1) : - Champion : 1992-93. |  | Sunderland - Championnat d'Angleterre D2 (1) : - Champion : 1995-96. |

|  |  | Tranmere Rovers - Coupe de la Ligue anglaise : - Vainqueur : 1999-00. |  | Derry City - Coupe d'Irlande (1) : - Vainqueur : 2002-03. |

## Sources
- (en) Stephen McGarrigle, The Complete who's who of Irish international football : 1945-1996, Edimbourg, Mainstream Publishing, octobre 1996, 237 p. (ISBN 1-85158-894-9), p. 106-107